# Свойство Дарбу
Свойство Дарбу́ — свойство вещественнозначной функции {\displaystyle f} на отрезке {\displaystyle [a,b]\subset \mathbb {R} }, согласно которому образ отрезка есть отрезок: найдутся такие {\displaystyle c,d\in \mathbb {R} }, что {\displaystyle f([a,b])=[c,d]}.
Выполнение свойства Дарбу для непрерывных функций непосредственно следует из теоремы о промежуточном значении и теоремы Вейрштрасса — непрерывный образ отрезка всегда есть отрезок. Дарбу установил, что этому свойству могут удовлетворять не только непрерывные функции (теорема Дарбу): если функция {\displaystyle f} дифференцируема в каждой точке отрезка {\displaystyle [a,b]}, то и производная {\displaystyle f'} на этом отрезке обладает свойством Дарбу (даже если эта производная разрывна).
Возможны и другие случаи, когда разрывные функции обладают свойством Дарбу, например, таков топологический синус, задаваемый с разрывом в нуле:
{\displaystyle \operatorname {Tsin} (x)=\left\{{\begin{matrix}\sin \left({\frac {1}{x}}\right),&x\neq 0\\0,&x=0\end{matrix}}\right.}.
Пример всюду разрывной функции, обладающей свойством Дарбу, — тринадцатеричная функция Конвея.
Монотонная на заданном отрезке функция обладает свойством Дарбу тогда и только тогда, когда она непрерывна на нём.
Теорема Серпинского: любая функция может быть представлена суммой двух функций со свойством Дарбу.
Строгое свойство Дарбу: образ всякого непустого открытого интервала — вся вещественная прямая:
{\displaystyle \forall (a<b\in \mathbb {R} )f{\big (}(a,b){\big )}=\mathbb {R} }.
Тринадцатеричная функция Конвея удовлетворяет также и строгому свойству.